# Jiří Klobouk
Jiří Klobouk (* 24. März 1933 in Uherské Hradiště) ist ein tschechischer Schriftsteller, Szenarist, Kameramann und Pianist.
Klobouk studierte Medizin, war Bergarbeiter und Jazzpianist. Bis zum Verlassen der Tschechoslowakei im Jahre 1986 arbeitete er als Dramaturg und Kameramann im Tschechischen Fernsehen.

## Werke
Er ist Autor des Antikommunistischen Manifestes (Protikomunistický manifest 1975), schrieb zwölf Hörspiele, zwei Romane und Novellen und viele Erzählungen. Das erste Hörspiel wurde 1963 gesendet. Seine Hörspiele wurden weltweit gesendet, unter anderem in Kanada, Deutschland und Finnland.

### Bücher
- Hudba po půlnoci, 1994
- JAZZ II: Rodiče, 2001
- Můj život s Blondie, 1993
- Návrat domů a jiné povídky, 1979
- Po válce, 1983
- Protikomunistický manifest, 1997
- Winfield, 1995

### Hörspiele
- Rozhlasové hry I, 1996
- Rozhlasové hry II, 1998

### In deutscher Sprache publiziert
- Atmen (Hörspiel)

## Mitgliedschaften
- Obec spisovatelů (Tschechischer Schriftstellerverband)
- PEN-Club